# Esther Passaris
Esther Muthoni Passaris OGW (sinh ngày 20 tháng 10 năm 1964) là một doanh nhân xã hội, nhà từ thiện và chính trị gia người Kenya. Bà là đại diện nữ Nairobi County trong quốc hội nghị viện Kenya, và là thành viên của Đảng Chính trị Dân chủ Orange (ODM).
Vào năm 2013, cô đã tranh cử thành viên quốc hội đại diện nữ cho Hạt Nairobi, trên vé chính trị Quốc hội Kenya, nhưng thua Rachel Shebesh. Cô được coi là một trong những nhân vật nữ nổi tiếng nhất trong kinh doanh và chính trị tại Kenya.

## Đầu đời
Passaris được sinh ra ở thành phố ven biển Mombasa với cha người Hy Lạp và mẹ người Kikuyu của Kenya. Cô đã nhập học Học viện Aga Khan và hoàn tất giáo dục tiểu học và trung học. Cô ghi danh vào khóa học Chương trình Quản lý Cao cấp tại Trường Kinh doanh Strathmore, một chương trình được tiến hành vào tháng 12 năm 2006 giữa Đại học Strathmore và Đại học Navarra. Cô cũng có bằng Diploma về Luật tại Đại học London. Vào tháng 10 năm 2017, Passaris tốt nghiệp Đại học Quốc tế Hoa Kỳ Châu Phi, tại Nairobi, với bằng Cử nhân Quản trị Kinh doanh Quốc tế.

## Sự nghiệp chính trị và công cộng
Esther Passaris là một nhân vật nổi tiếng ở Kenya, người đã gây ra một số tranh cãi bởi những phát biểu của bà về các chính trị gia Kenya và các doanh nhân khác. Cô đã là một Á hậu trong cuộc thi Hoa hậu Kenya và đang tích cực vận động cho quyền của người phụ nữ ở Kenya.

## Cuộc sống cá nhân
Passaris có hai con với doanh nhân người Kenya Pius Ngugi. Năm 2003, cô đã đệ đơn kiện Ngugi vì vi phạm lời hứa kết hôn, yêu cầu trợ cấp hàng tháng 200.000 KSh (2.000 USD) và một chiếc ô tô để đưa con đến trường.  Vào tháng 8 năm 2011, Passaris đã bị Ngugi kiện, tuyên bố rằng cô tiếp tục đòi hỏi nhiều tiền hơn mặc dù đã đồng ý với một thỏa thuận ngừng bắn trong trường hợp trước đó của họ.  Con gái và con cả của Passaris, Makenna Ngugi, là một ca sĩ.

## Giải thưởng
- 2016 Phụ nữ có ảnh hưởng nhất trong kinh doanh và chính phủ bởi CEO Toàn cầu, Nam Phi
- Giải thưởng Kinh doanh Môi trường sống UN năm 2009 của UN Habitat
- Huân chương Chiến binh vĩ đại (OGW) năm 2008 của cựu Tổng thống Kenya, Mwai Kibaki.